# Manuel Menéndez
Manuel Menéndez Gorozabel (Lima, 31 de mayo de 1793-Lima, 2 de mayo de 1847) fue un empresario agrícola y político peruano, que ejerció varias veces la presidencia interna de su país. Participó en las luchas políticas iniciales de la República y ocupó diversos cargos públicos. Durante el segundo gobierno de Agustín Gamarra (1839-1841) fue presidente del Consejo de Estado (cargo equivalente al de vicepresidente) y en tal calidad se encargó interinamente del Poder Ejecutivo en tres ocasiones. Tras la derrota y muerte de Gamarra en Bolivia, permaneció en el poder hasta 1842, enfrentando la invasión boliviana y negociando la paz con dicho país, a la vez montoneros peruanos iban expulsando del sur del Perú a las fuerzas bolivianas; hasta que fue derrocado por el general Juan Crisóstomo Torrico, iniciándose entonces el período conocido como la “anarquía militar”. Finalizada esta etapa, reasumió interinamente el poder de 1844 a 1845, correspondiéndole traspasar el mando al general Ramón Castilla, iniciando este su primer gobierno constitucional.

## Biografía
Fue hijo de Rafael Menéndez y María Gorozabel. Estudió Artes en el Real Convictorio de San Carlos, y más tarde, según José Antonio de Lavalle, «se dedicó al manejo de los intereses de una acaudalada tía materna suya, a quien heredó después, adquiriendo así, entre otras valiosas propiedades, la hacienda cañaveral Bocanegra al noreste del Callao».
El 22 de febrero de 1835 fue elegido alcalde de segunda nominación, justo en el momento en que el teniente coronel Felipe Santiago Salaverry iniciaba su pronunciamiento en la Fortaleza del Real Felipe del Callao, por lo que asumió sus funciones luego de varios meses, el 11 de agosto de 1835. Pero al cabo de seis meses cesó en dicho cargo, luego de que las municipalidades, que habían caído en desprestigio, fueran reemplazadas por intendencias de policía. 
Tras la batalla de Portada de Guías (21 de agosto de 1838) y la entrada de las tropas restauradoras en Lima, el general Manuel Bulnes ordenó la reinstalación de la Municipalidad con el personal que tenía al momento de cesar. Menéndez reasumió entonces su función municipal, el 22 de agosto de 1838, con exclusión del primer alcalde, Pedro de Reyna, al que se desbancó seguramente por haber servido a la Confederación Perú-Boliviana. Le correspondió convocar a cabildo abierto, en donde se proclamó al general Agustín Gamarra como presidente provisorio. Pero ante la proximidad de las tropas confederadas de Andrés de Santa Cruz, debió retirarse de la capital, junto con los demás miembros del ayuntamiento.
Vencido Santa Cruz en la batalla de Yungay, Menéndez fue nombrado prefecto de Lima, cargo que ejerció de 18 de febrero a 10 de noviembre de 1839. Al consolidarse el segundo gobierno de Gamarra fue nombrado Presidente del Consejo de Estado, y asumió provisoriamente el Poder Ejecutivo en tres ocasiones:
- Por enfermedad del presidente Gamarra (28 de agosto a 23 de septiembre de 1840).
- Cuando Gamarra marchó a combatir la revolución regeneradora iniciada en Arequipa por Manuel Ignacio de Vivanco (18 de marzo a 17 de junio de 1841), y
- Cuando estalló la Guerra entre Perú y Bolivia, a raíz de la invasión peruana de dicho país del altiplano que condujo el mismo Gamarra en persona (desde el 14 de julio de 1841).

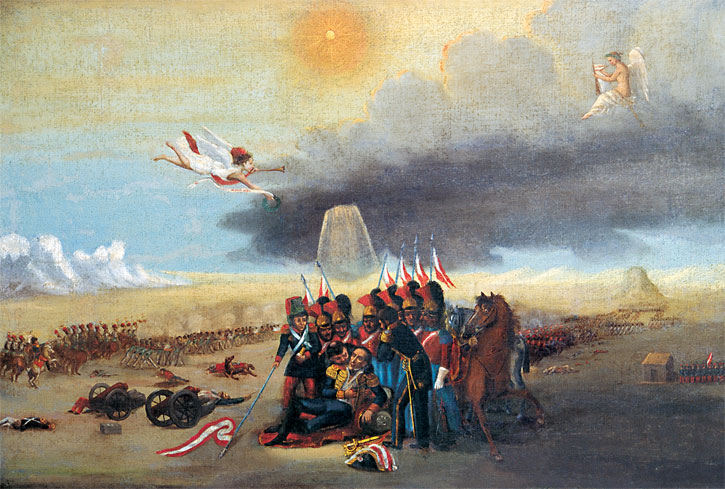
La batalla de Ingavi y muerte de Gamarra (18 de noviembre de 1841).

Continuó en el gobierno después de la batalla de Ingavi y la muerte de Gamarra el 18 de noviembre de 1841, suceso que originó en el Perú el período conocido como la “anarquía militar”, en el cual varios caudillos se disputaron el poder. Menéndez se mantuvo en el poder por unos meses más, durante los cuales enfrentó la invasión boliviana en el sur peruano y negoció la paz con Bolivia, a la vez montoneros peruanos iban expulsando de su territorio a las fuerzas invasoras bolivianas, hasta concentrándose la batalla de orurillo donde concretan la victoria y expulsión de las tropas de Ballivian. Asimismo, dio un decreto de amnistía el 11 de diciembre de 1841 para que retornaran al Perú los exiliados en Chile y Bolivia, y convocó el 15 de junio de 1842 a la asamblea nacional para que se eligiera a un nuevo presidente. Pero fue depuesto por el general Juan Crisóstomo Torrico, el 16 de agosto de 1842, y  pasó desterrado a Chile.
Triunfante en 1844 la revolución constitucional que encabezara el general Ramón Castilla, volvió al Perú para encargarse interinamente del gobierno por ser el legítimo sucesor de Gamarra, en su calidad de Presidente del Consejo de Estado. Reasumió el poder el 7 de octubre de 1844, permaneciendo hasta abril del año siguiente. Pese a la brevedad de su administración, se destacó por interesarse en la solución de los problemas hacendarios. El historiador Jorge Basadre califica a su gobierno como “admirable”. 
Pero indudablemente, la tarea más importante del gobierno de Menéndez era las elecciones de las nuevas autoridades. Ya bajo el interinato de Figuerola (agosto a octubre de 1844) se habían convocado a colegios electorales, para que eligiesen al presidente de la república y a los senadores y diputados, entre otras autoridades. Se convino en que el Congreso debía reunirse el 9 de diciembre de 1844, pero como al llegar a esa fecha los colegios electorales del centro y sur (Arequipa, Moquegua, Cuzco, Puno, Ayacucho, Huancavelica y Junín) no habían elegido senadores, Menéndez dio un decreto el día 14 de diciembre, a fin de que las autoridades activasen la reunión de los colegios y se procediese a la elección de senadores para un Congreso Extraordinario, que se reuniría para hacer el escrutinio de la elección presidencial y proclamaría al Presidente de la República. Manifiestamente, el candidato a la presidencia que contaba con el favor popular era Castilla.
El 16 de abril de 1845 se reunió el Congreso Extraordinario, bajo la presidencia de Manuel Cuadros, ante el cual Menéndez pronunció un largo mensaje. Aprobadas las actas de los colegios electorales, el día 19 de abril la cámara de senadores proclamó Presidente a Ramón Castilla.
Entregado el mando a Castilla, Menéndez pudo reintegrarse a la vida del hogar que había formado con Andrea Mendoza y Sánchez Boquete. Falleció en Lima, en 1847, a consecuencia de una enfermedad que había contraído en Chile. Se encuentra enterrado en el Cementerio Presbítero Maestro.